# Borsa Antal
Borsa Antal, 1941-ig Schutzbach Antal (Győr, 1902. december 27. – Győr, 1974. április 1.) magyar belsőépítész, iparművész, restaurátor, festőművész, szobrász, építész.

## Életútja
Schutzbach Antal Mihály néven látta meg a napvilágot Győrben 1902. december 27-én, Schutzbach Mihály és Téglás Rozália gyermekeként. Érettségi vizsgáit 1920-ban a Győri Magyar Királyi Állami Főreáliskolában tette le. Ezt követően előbb asztalostanoncnak állt, majd két év elteltével beiratkozott az Országos Magyar Királyi Iparművészeti Iskolába. A végbizonyítványig végül nem jutott el, 1925-ben belsőépítészi képesítéssel hagyta félbe tanulmányait.
Pályafutását a győri I. Iparostanonc Iskola tanáraként kezdte meg, ezzel párhuzamosan elsajátította a kályhacsempe-készítés fogásait. Háromévnyi oktatómunkát követően Pandur Józseffel közösen iparművészeti (díszítőfestő és berendező) vállalkozást alapított, majd 1930-ban iparengedélyt kért és önállósodott. Ezt követően többnyire restaurálási feladatokat vállalt el, több ízben nyert a Győri Képző- és Iparművészeti Társulat pályázatain. A második világháború után, 1950-től 1962-es nyugdíjazásáig a Győri Tervező Vállalat belsőépítészeként dolgozott, de műemlékvédelmi szaktanácsadóként ezt követően is aktívan részt vett korábbi munkahelye tevékenységében.
Felesége Szekeres Mária volt, házasságukból négy gyermek született: Ilona, Éva, Mária, Antal. Hetvenegy éves korában hunyt el, búcsúztatására 1974. április 7-én került sor a győr-újvárosi temetőben.

## Munkássága
Borsa a nagyközönség előtt főként belsőépítészként, festő- és iparművészként volt ismert. Ő tervezte a győri vagongyár nagy sikerű vasúti mérőkocsijának (1958) berendezését, nevéhez fűződött a győri Rába filmszínház (1960), a győr-nádorvárosi könyvtár (1960), a győri tanácsházán kialakított házasságkötő terem (1962), a nádorvárosi Szabolcska utcai általános iskola (1962) és a nagykanizsai járási pártszékház (1963) belsőépítészeti terveinek elkészítése. Az iparművészet területén szőnyegek, könyvborítók, ex librisek, reklámgrafikák tervezésével vívott ki hírnevet. Győri tárlatokon rendszeresen jelentkező festőművészként elsősorban szülőhelye történelmi városrészeit és épületeit örökítette meg, de szocialista realista hangulatú és tematikájú képeket is festett. 1953-ban Steiner Antallal közösen készített, A győri ipari tanuló intézet építkezése című, a kor esztétikai igényeihez igazodó pannója került a városi tanács közgyűlési termének falára. Később egy másik, az 1954-es szigetközi árvízről készült festménye is helyet kapott a teremben. Köztéri munkái közül említésre méltó az abdai Rákóczi-emlékmű (1943) és a győri Wilhelm Pieck Vagon- és Gépgyár szerelőcsarnokának homlokzatát díszítő dombormű (1953).

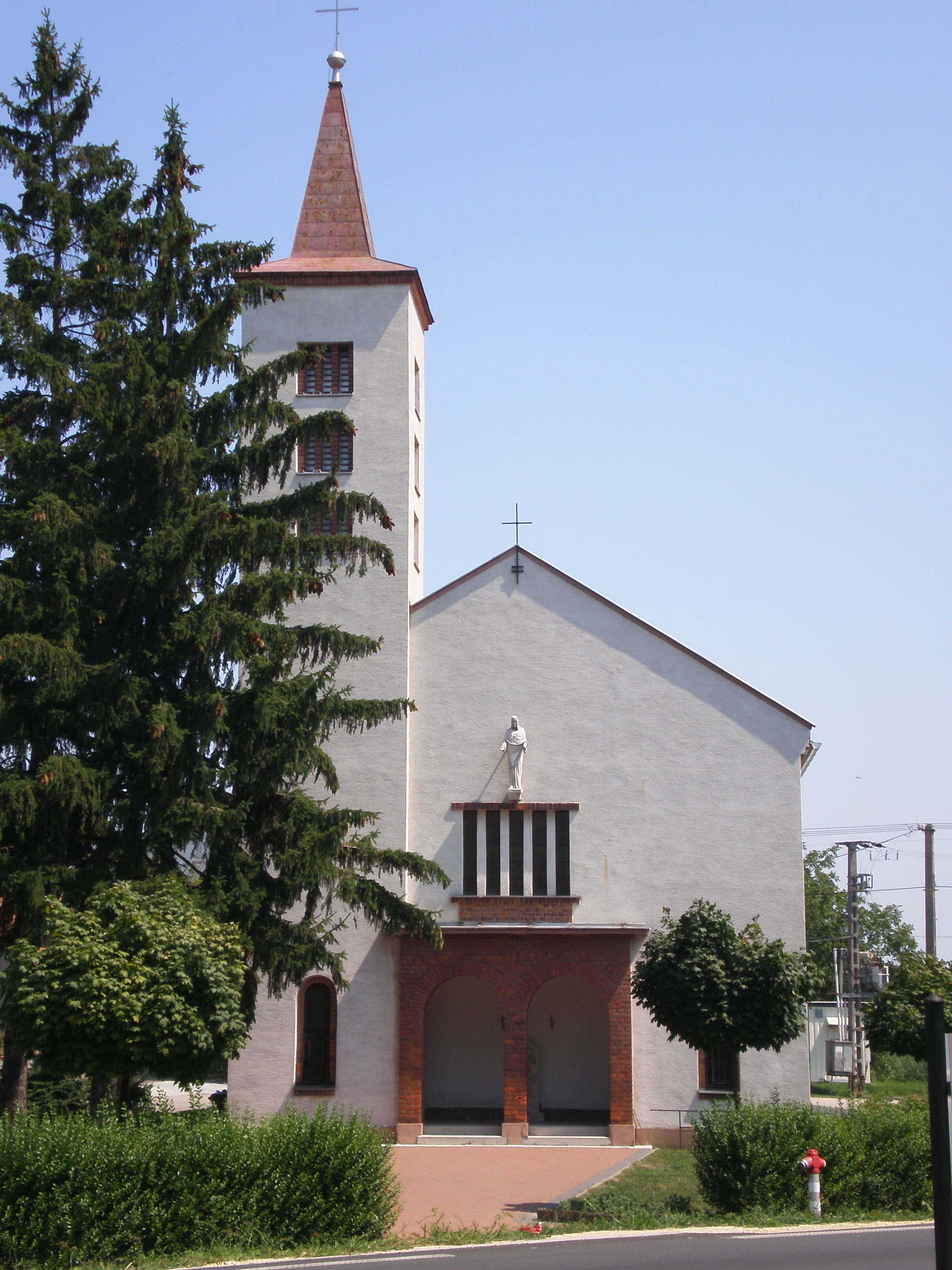
A Borsa tervei alapján felépült győrújfalui római katolikus templom (1937)

Alkotóenergiáit azonban elsősorban egyházi és műemléki belsőépítészeti, restaurálási téren bontakoztatta ki, aminek kedvező körülményeket teremtett az 1920-as években meginduló modern egyházművészeti mozgalom. Nevezetes korai munkája volt az Árkay Aladár tervezte győr-gyárvárosi templom főoltárának Jézus Szíve-szobra (1933). Az 1930-as évektől több templomépítési pályázaton indult terveivel, és végül elképzeléseinek megfelelően, korszerűen leegyszerűsített formákkal épültek fel a győrújfalui (1937), a nagybácsai (1938), majd jóval később a ménfői (1949) és a sághalomaljai (1957) templomok.
Ő irányította vagy végezte el a celldömölki Nagyboldogasszony-templom (1941), a bágyogi templom (1941–1942), a győri Xántus János Múzeum dísztermének, a győri székesegyház (1949–1953), a kecskédi (1957) és a vámosszabadi templom (1958), a magyaróvári plébániatemplom (1959), a győri Magyar Ispita-templom (1961) belső helyreállítási vagy díszítőfestészeti munkálatait, valamint a fertődi Esterházy-kastély dísztermében található mennyezetfreskó felújítását (1961–1962). Ez utóbbi helyreállítás során munkatársával, Filippovits Ferenccel új eljárást dolgoztak ki a már menthetetlennek hitt, az elkorhadt födémgerendák vakolatára festett freskó megmentésére. Vakolatátragasztásos eljárásukat 1972-ben a budapesti Károlyi-palota födémcseréjekor is sikerrel, a mennyezetstukkók és -díszítések sérülése nélkül alkalmaztak a fővárosi restaurátorok, és később is több helyen mentették meg e módon a mennyezetfreskókat.

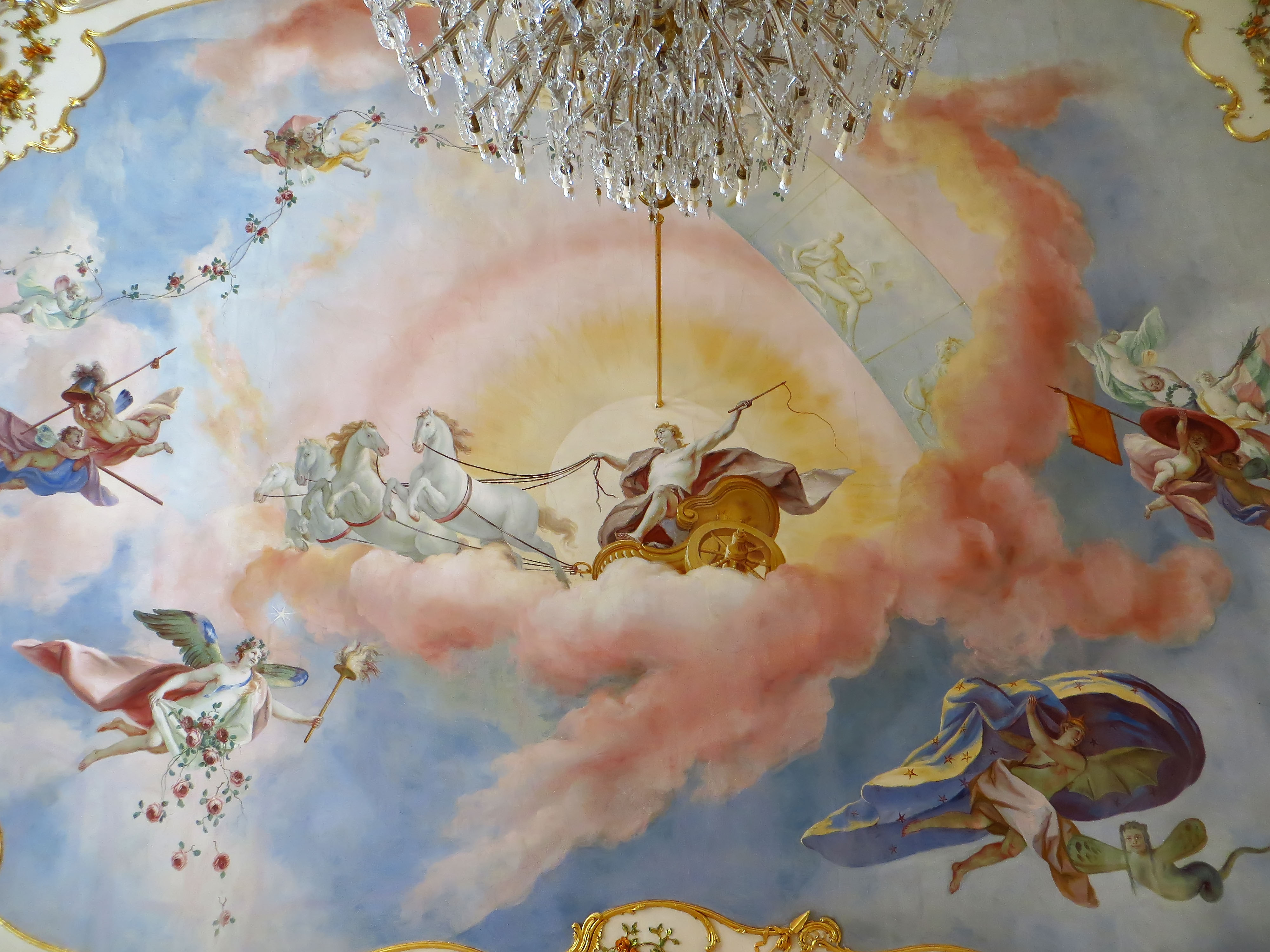
A fertődi Esterházy-kastély dísztermének megmentett mennyezetfreskója

Keze munkáját dicséri a győri karmelita templom tölgyfa főoltára (1944), az oltárképnek és a tabernákulumnak a restaurálása (1957), a környei templom áldoztatórácsa (1960), a győrzámolyi (1949), a dunaszegi (1954), a gyirmóti (1955), a győrújfalui (1957) templomok freskói. Mindemellett dolgozott a tápi, nagysitkei, szanyi, rábacsanaki, bánhidai, árpási és ciráki stb. templomok restaurálásán is, élete során hatvanegy templomban végzett restaurátori vagy festészeti munkát.
Munkássága elismeréseként már 1943. október 27-én átvehette a Nemzetvédelmi Keresztet, 1972. május 19-én pedig a Társadalmi Munkával Győrért kitüntetés arany fokozatában részesült.
Első önálló tárlatát 1965-ben rendezték meg a Győri Műcsarnokban, amelyen húsz olajfestményét, tizenkilenc akvarelljét és három tollrajzát mutatták be a nagyközönségnek, de restaurátori tevékenységébe is betekintést nyújtottak. Festményeinek gyűjteménye halála után a győri Xántus János Múzeum állományába került. 1994-ben a Győr Városi Könyvtárban emlékülést és tárlatot rendeztek tiszteletére, születésének centenáriumán, 2002-ben pedig a Xántus János Múzeum Rómer-termében volt emlékkiállítása. Szülőháza – és egyúttal haláláig lakhelye –, a győr-újvárosi Kossuth utca 88. szám alatti épület falán márványtábla emlékeztet a győri művészre.